# Campeonato de División Intermedia 1920 de la AAmF (Argentina)
El Campeonato de División Intermedia 1920 fue el torneo que constituyó la décima edición de la División Intermedia, la vigésima segunda temporada de la segunda división de Argentina en la era amateur. Fue organizado por la Asociación Amateurs de Football.
El certamen contó con doce nuevos participantes: Talleres, expulsado de la Segunda División de la AAF; y Boedo, Chacabuco, Flores y Villa Ballester, desafiliados de la misma división;; Adrogué, escisión de la institución homónima de la AAF;Blanco y Negro, Estudiantes de Bernal, General Mitre, Liberal Argentino y Victoria, incorporados; Argentino del Sud, afiliado a cuatro años de su desafiliación de la AAF; y Gimnasia y Esgrima de Lanús y Rivadavia; debutantes.
El torneo coronó campeón por primera vez a General Mitre, tras resultar vencedor en el reducido, y obtuvo el ascenso.
Por su parte, el torneo de la Asociación Argentina fue ganado por el El Porvenir.

## Ascensos y descensos
| Pos.  | Ascendidos a Primera División 1920 |
| ----- | ---------------------------------- |
| 1.°   | Barracas Central                   |
| Prom. | Quilmes                            |
| Prom. | Ferro Carril Oeste                 |
| Prom. | Sp. Buenos Aires                   |

| Descendidos de Primera División 1919 |
| ------------------------------------ |
| No hubo                              |

| Afiliados              |
| ---------------------- |
| Adrogué                |
| Argentino del Sud      |
| Blanco y Negro         |
| Boedo                  |
| Chacabuco              |
| Estudiantes de Bernal  |
| Flores                 |
| General Mitre          |
| Gimnasia y Esgrima (L) |
| Liberal Argentino      |
| Rivadavia              |
| Talleres               |
| Victoria               |
| Villa Ballester        |

El número de equipos aumentó a 14.

## Sistema de disputa
Los participantes se enfrentaron bajo el sistema de todos contra todos a dos ruedas.

### Ascenso
Los cuatro mejores posicionados disputaron un campeonato reducido, donde el ganador se consagró campeón y obtuvo el ascenso.

### Descensos
Inicialmente los dos últimos posicionados les correspondió el descenso, pero estos fueron anulados.

## Tabla de posiciones
| Pos. | Equipo                 | Pts. | J  | G  | E | P  | GF | GC | DG  |
| ---- | ---------------------- | ---- | -- | -- | - | -- | -- | -- | --- |
| 1.°  | General Mitre          | 35   | 21 | 15 | 5 | 1  | 51 | 11 | 40  |
| 2.°  | Liberal Argentino      | 35   | 21 | 15 | 5 | 1  | 33 | 9  | 24  |
| 3.°  | Talleres               | 28   | 22 | 12 | 4 | 6  | 23 | 20 | 3   |
| 4.°  | Boedo                  | 26   | 22 | 10 | 6 | 6  | 31 | 24 | 7   |
| 5.°  | Victoria               | 25   | 22 | 11 | 3 | 8  | 30 | 26 | 4   |
| 6.°  | Villa Ballester        | 23   | 22 | 9  | 5 | 8  | 23 | 11 | 12  |
| 7.°  | Gimnasia y Esgrima (L) | 22   | 22 | 9  | 4 | 9  | 17 | 28 | -11 |
| 8.°  | Estudiantes de Bernal  | 18   | 22 | 7  | 4 | 11 | 13 | 31 | -18 |
| 9.°  | Rivadavia              | 16   | 22 | 6  | 4 | 12 | 22 | 42 | -20 |
| 10.° | Flores                 | 15   | 22 | 5  | 5 | 12 | 14 | 26 | -12 |
| 11.° | Argentino del Sud      | 12   | 22 | 4  | 4 | 14 | 12 | 15 | -3  |
| 12.° | Chacabuco              | 8    | 22 | 3  | 2 | 17 | 11 | 39 | -28 |

|  | Clasificó al Campeonato Reducido. |
|  | Descenso anulado.                 |

## Copa Campeonato
La Copa Campeonato de División Intermedia fue disputada por el ganador del Campeonato de División Intermedia y por el ganador del Torneo de Reservas de la Primera División.
|  | General Mitre | vs. | River Plate (II) |  |  |

|                                      |
|                                      |
| Campeón River Plate (II) 1.er título |